# Dixie Kid
Aaron Lister Brown, meglio conosciuto come Dixie Kid (Fulton, 23 dicembre 1883 – Los Angeles, 6 aprile 1934), è stato un pugile statunitense.
La International Boxing Hall of Fame lo ha riconosciuto fra i più grandi pugili di ogni tempo.

## Gli inizi
Pugile afroamericano, divenne professionista dal 1900.

## La carriera
Nel 1904 sfidò per il titolo dei welter Barbados Joe Walcott, vincendo l'incontro per squalifica dell'avversario, ma senza che il titolo gli fosse poi riconosciuto.
Durante la sua carriera si batté con altri grandi pugili come Sam Langford e Georges Carpentier.
Morì a 50 anni cadendo da una finestra, non fu possibile chiarire se si fosse trattato di un incidente o di suicidio.